# Si jabgu kagan
Si jabgu kagan (kitajsko 肆葉護可汗, pinjin siyehukehan) z osebnim imenom 阿史那咥力 (pinjin ašina sili) je bil od leta 631 do 633 ali 630 do 632 kagan Zahodnega turškega kaganata, * ni znano, † 633, Balh. 

## Vladanje
Na prestol ga je povzdignila plemena Nušibijev, dela plemenske zveze Onok (Deset puščic), in njegov bratranec Nišu, kasnejši Dulu kagan. Si jabgu kagan ni bil uspešnejši od svojega predhodnika. Plemen Tielejev ni mogel nadzorovati, usmrtil pa je toliko ljudi, da je celo njegov nekdanji podpornik Nišu nameraval pobegniti. Potem ko je izgubil podpornike in ugled, je leta 633 pobegnil na jug. Nasledil ga je Nišu.

## Kasnejša leta
Leta 633 je poskušal osvojiti Balh v sedanjem Afganistanu, vendar je bil med boju ubit.